# Fiume Cecina da Berignone a Ponteginori
Fiume Cecina da Berignone a Ponteginori este o arie protejată (arie specială de conservare — SAC, sit de importanță comunitară — SCI, arie de protecție specială avifaunistică — SPA) din Italia întinsă pe o suprafață de 1.909 ha, integral pe uscat.

## Localizare
Centrul sitului Fiume Cecina da Berignone a Ponteginori este situat la coordonatele 43°19′32″N 10°53′37″E / 43.325556°N 10.893611°E.

## Înființare
Situl Fiume Cecina da Berignone a Ponteginori a fost declarat sit de importanță comunitară în iunie 1995 pentru a proteja 22 de specii de animale. Alte tipuri de protecție:
- arie de protecție specială avifaunistică (în martie 2004)[2]
- arie specială de conservare (în mai 2016)[1][3][4]

## Biodiversitate
Situată în ecoregiunea mediteraneană, aria protejată conține 15 habitate naturale: Păduri de Quercus ilex și Quercus rotundifolia, Râuri cu maluri nămoloase cu vegetație de Chenopodion rubri p.p. și Bidention p.p., Pajiști umede mediteraneene cu ierburi înalte de Molinio-Holoschoenion, Pseudostepă cu ierburi și specii anuale de Thero-Brachypodietea, Râuri mediteraneene cu debit permanent cu specii de Paspalo-Agrostidion și galerii riverane de Salix și de Populus alba, Galerii de Salix alba și de Populus alba, Râuri de munte și vegetația lor lemnoasă cu Salix elaeagnos, Păduri termofile cu Fraxinus angustifolia, Pante stâncoase silicioase cu vegetație casmofită, Pajiști carstice calcaroase sau bazofile, de Alysso-Sedion albi, Râuri mediteraneene cu debit permanent și vegetație de Glaucium flavum, Păduri panonice-balcanice de stejar turcesc - stejar sesil, Pajiști uscate seminaturale și facies de acoperire cu tufișuri pe substraturi calcaroase (Festuco-Brometalia) (* situri importante pentru orhidee), Matorral arborescenți cu Juniperus spp., Păduri aluvionare cu Alnus glutinosa și Fraxinus excelsior (Alno-Padion, Alnion incanae, Salicion albae).
La baza desemnării sitului se află mai multe specii protejate:
- păsări (17): pescăruș albastru (Alcedo atthis), fâsă-de-câmp (Anthus campestris), pasărea ogorului (Burhinus oedicnemus), ciocârlie-cu-degete-scurte (Calandrella brachydactyla), caprimulg (Caprimulgus europaeus), șerpar (Circaetus gallicus), erete vânăt (Circus cyaneus), prepeliță (Coturnix coturnix), vânturel roșu (Falco tinnunculus), sfrâncioc roșiatic (Lanius collurio), sfrânciocul cu frunte neagră (Lanius minor), ciocârlie de pădure (Lullula arborea), gaia neagră (Milvus migrans), ciuf-pitic (Otus scops), viespar (Pernis apivorus), fluierar negru (Tringa erythropus), fluierar de mlaștină (Tringa glareola)
- amfibieni (1): Triturus carnifex
- nevertebrate (1): Euplagia quadripunctaria
- pești (2): Barbus tyberinus, Rutilus rubilio
- reptile (1): țestoasa de baltă (Emys orbicularis)

Pe lângă speciile protejate, pe teritoriul sitului au mai fost identificate 1 specie de păsări, 2 specii de amfibieni, 7 specii de nevertebrate, 2 specii de reptile.